# Бакалейников Микола Романович
Мико́ла Рома́нович Бакале́йников (рос. Николай Романович Бакалейников; нар. 13 грудня 1881, Москва — пом. 6 березня 1957, Свердловськ) — російський радянський флейтист, диригент, композитор і педагог. Брат альтиста і диригента Володимира Бакалейникова.

## Біографія
Народився 1 [13] грудня 1881 року у місті Москві (тепер Росія) в сім'ї оркестранта-кларнетиста. 1900 року закінчив Московську консерваторію (клас флейти Вільгельма Кречмана). Уроки гармонії та контрапункту брав у Сергія Танєєва.
Впродовж 1900—1905 років працював диригентом і хормейстером у театральних трупах Москви і Санкт-Петербурга, у 1905—1919 роках грав у оркестрі й диригував балетними виставами у Московському Большому театрі, де 1915 року поставив «Запорожця за Дунаєм» Семена Гулака-Артемовського з участю Івана Алчевського, Ксенії Держинської, Платона Цесевича; у 1910 році брав участь в «Російських сезонах» Сергія Дягілєва в Парижі. З 1914 по 1919 рік служив капельмейстером військових оркестрів в Москві.
З 1919 року — артист оркестру й диригент Київського театру опери та балету, де брав участь у постановках балетів «Баядерка» у 1926 році, «Жізель» у 1927 році та інших, був одним з організаторів Київського «Симфансу» у 1926 році. Одночасно був капельмейстером Київського військового округу.
З 1931 року працював диригентом Свердловського оперного театру, з 1933 року викладав в Уральській консерваторії у Свердловьку, професор з 1940 року, одночасно в 1939—1941 роках її ректор.
Помер у Свердловську 6 березня 1957 року.

## Творчість
Як композитор відомий своїми творами для духового оркестру (марші Молодіжний і Фанфарний), концертними п'єсами та перекладаннями для духових інструментів, обробками народних пісень та романсами. Найбільшу популярність отримали його вальс «Смуток», романси «Пожалій», «Ну, швидше летіть, коні» (на власні слова) і «Зірки вночі горять» (на вірші Миколи Олександровича фон Ріттера). Його романси входили до репертуарів відомих виконавців Надії Плевицької, Вадима Козина, Бориса Штоколова.
Автор музики до 53-х драматичних вистав, зокрема «Платон Кречет» (1935), «Загибель ескадри» (1935), «Богдан Хмельницький» (1939) Олександра Корнійчука.